# Alexei Jurjewitsch Morosow
Alexei Jurjewitsch Morosow (russisch Алексей Юрьевич Морозов, englische Transkription Alexei Morozov; * 2. November 1961 in Moskau) ist ein russischer theoretischer Physiker, der sich mit mathematischer Physik, Elementarteilchenphysik, Quantenfeldtheorie, Stringtheorie und verwandten Gebieten befasst.
Morosow erwarb 1984 seinen Abschluss am Moskauer Institut für Physik und Technologie und wurde 1986 am Institut für Theoretische und Experimentelle Physik (ITEP) promoviert und 1991 habilitiert (russischer Doktortitel). 1994 bis 2007 leitete er ein Theorielabor (Gruppe für Mathematische Physik) am ITEP und ist dort seit 2007 leitender Wissenschaftler.
2003 wurde er Korrespondierendes Mitglied der Russischen Akademie der Wissenschaften.

## Schriften
- mit M. A. Olshanetsky (Hrsg.) Moscow seminar in mathematical physics, American Mathematical Society 1999